# Comunitat Francesa
La Comunitat Francesa (en francès: Communauté française) va ser una entitat política regional francesa vigent entre 1958 i 1960. Instaurada per la Constitució francesa de 1958 (V República) en reemplaçament de la Unió Francesa.

## Història
Va estar formada per França i els seus departaments i territoris d'ultramar i estats associats. Els estats associats van ser: Camerun, Senegal, Togo, Benín, Níger, Burkina Faso, Costa d'Ivori, Txad, República Centreafricana, República del Congo, Gabon, Mali, Mauritània i Madagascar. En el cas de Guinea, aquesta va obtenir la seva independència immediata el 1958 al rebutjar, per referèndum, l'aprovació de la Constitució de 1958. Posteriorment, durant 1960, els restants estats associats van negociar i obtenir la seva independència de França. El 16 de març de 1961, en un intercanvi epistolar entre el primer ministre Michel Debré i el President del Senat Comunitari es constata la caducitat de les disposicions constitucionals del títol XII. Aquestes últimes disposicions foren formalment derogades per la revisió constitucional del 4 d'agost de 1995.

## Organització administrativa
Segons el derogat Títol XII (articles 77 a 87, en el text original de 1958), la Comunitat s'organitzava en:
- El President de República Francesa que presideix i representa la Comunitat;
- Un Consell Executiu de la Comunitat, presidit pel President d'aquesta i integrat pel Primer Ministre de França, els caps de govern de cadascun dels estats membres i pels ministres, de la Comunitat, a càrrec d'assumptes o negocis comuns;
- Senat de la Comunitat compost per delegats de l'Assemblea Nacional francesa i de les assemblees legislatives dels membres de la Comunitat, electes per aquestes;
- I una Cort Arbitral de la Comunitat.